# Comuna Bezimenca, Tatarbunar
Bezimenca (în ucraineană Безім'янка, transliterat: Bezimeanka) este o comună în raionul Tatarbunar, regiunea Odesa, Ucraina, formată din satele Bezimenca (reședința), Sadove și Vesele.

## Demografie
Componența lingvistică a comunei Bezimenca
     Ucraineană (88,96%)
     Rusă (7,3%)
     Română (2,89%)
     Alte limbi (0,68%)
Conform recensământului din 2001, majoritatea populației comunei Bezimenca era vorbitoare de ucraineană (88,96%), existând în minoritate și vorbitori de rusă (7,3%) și română (2,89%).